# Guardians 4
Guardians 4 (ガーディアンズ 4, Gādianzu Fō) é um sub-grupo do hello! Project criado para promover o anime Shugo Chara!. Tal como o grupo Shugo Chara Egg!, o grupo também tem o vestuário caracteristico, neste caso, todos os membros do grupo usam a capa real que os guardiãos da escola usam na Seiyo Academy. As cores dos uniformes mudam consuante os quatro singles que foram lançados pelo grupo. No primeiro a cor foi vermelho, seguido por azul, verde e, por fim, vermelho.

## Membros do Grupo
- Aika Mitsui (光井 愛佳) (Morning Musume)
- Yurina Kumai (熊井 友理奈) (Berryz Kobo)
- Risako Sugaya (菅谷 梨沙子) (Berryz Kobo)
- Saki Nakajima (中島 早貴) (ºC-ute)

## Discografia

### Singles
| # | Título                                     | Data de Lançamento | Posição da Primeira Semana | Vendas na Primeira Semana | Total de Vendas |
| - | ------------------------------------------ | ------------------ | -------------------------- | ------------------------- | --------------- |
| 1 | Omakase! Guardian (おまかせ！ガーヂィアン) | 27/05/2009         | #18                        | 8,738                     | 10,563          |
| 2 | School Days!                               | 02/09/2009         | #8                         | 9,910                     | 11,673          |
| 3 | Party Time                                 | 18/11/2009         | #14                        | 7,532                     | 8,722           |
| 4 | Going On!                                  | 27/01/2010         | #8                         | 10,290                    | 11,677          |

### Compilações
| # | Titulo                  | Data de Lançamento | Posição da Primeira Semana | Vendas na Primeira Semana | Total de Vendas |
| - | ----------------------- | ------------------ | -------------------------- | ------------------------- | --------------- |
| 1 | Petit Best 10           | 02/12/2009         | #45                        | 2,895                     | 2,895           |
| 2 | Shugo Chara! Song Best! | 10/03/2010         | #84                        | 1,946                     | 1,946           |

### DVD

#### Single V
| # | Titulo                                     | Data de Lançamento | Posição da Primeira Semana | Vendas na Primeira Semana | Total de Vendas |
| - | ------------------------------------------ | ------------------ | -------------------------- | ------------------------- | --------------- |
| 1 | Omakase! Guardian (おまかせ！ガーヂィアン) | 10/06/2009         | #8                         | 2,480                     | 2,996           |
| 2 | School Days!                               | 16/09/2009         | #13                        | 2,014                     | 2,014           |
| 3 | Party Time                                 | 02/12/2009         | #21                        | 7,532                     | 8,722           |
| 4 | Going On!                                  | 03/02/2010         | #13                        | 1,869                     | 1,869           |

#### Outros DVD's
| # | Titulo                    | Data de Lançamento | Posição da Primeira Semana | Vendas na Primeira Semana | Total de Vendas |
| - | ------------------------- | ------------------ | -------------------------- | ------------------------- | --------------- |
| 1 | Shugo Chara! Clips ♪ Best | 10/03/2009         | -                          | -                         | -               |